# كلية طبية
كُلية طبية أوجمعية طبية أو اتحاد طبي (بالإنجليزية: Medical college) هي اتحاد أو جمعية تجارية تجمع الممارسين في منطقة جغرافية معينة (بلد، منطقة، مقاطعة). وفي بلدان القانون العام، غالبًا ما يتم تجميعهم حسب التخصصات الطبية (أطباء القلب، أطباء الأسرة، وما إلى ذلك).
تعمل الجمعيات الطبية كضمان للقيم الأساسية لمهنة الطب: الأخلاق الواجبة وقواعد الأخلاق. بالإضافة إلى توفير التمثيل الحصري لممارسي الطب الوطنيين والدوليين، فإن كلية الطب مسؤولة عن إدارة وحماية مهنة الطب.
في معظم البلدان، عادة ما يكون الترخيص مطلوبًا. المسؤول المهني أو الجامعي هو مؤسسة عامة تابعة لاتحاد صناعي يتكون من أشخاص يمارسون مهنًا حرة وعادةً ما تغطي الدولة مكالماتهم.

## تاريخ
في روما القديمة، كانت الكلية تُفهم من اسم كوليجيوم (Colegium) وهي شركة القانون العام ذات الشخصية الاعتبارية، والتي تتكون من عدد وافر من الأشخاص الذين يمارسون نفس المهنة. لتكوينها هناك حاجة إلى ثلاثة أشخاص على الأقل، ولكن لمواصلة نشاطهم يكفي شخص واحد. من المعتقد أن كليات Opificum o Societate، التي اشتقت منها الكليات الرسمية الحالية، من جمعيات العوام لتحقيق فوائد مماثلة لتلك التي يتمتع بها الأرستقراطيين، كانت بحاجة إلى تصريح خاص من الإمبراطور أو مجلس الشيوخ لاتخاذ الشخصية القانونية. وتم اختيار الحكومة والإدارة في اجتماع لجميع المشاركين. من ألكسندر سيفيروس، تحولت هذه الجمعيات إلى إلزامية مجانية، يجب على الأطفال اتباع مهنة والده.
وقد اتسمت هذه الكليات الأولى بالهدف المشترك المتمثل في تغليب المصالح الخاصة. في أوروبا، وخاصة في إسبانيا، تتمتع الكليات والجمعيات المهنية بتقاليد طويلة عبر القرون، ولم تقطعها إلا الثورة الفرنسية، التي تدعو في أيديولوجيتها إلى ضرورة وجود علاقة بين المواطن والدولة ذات السيادة. كان هذا القمع في أوائل القرن التاسع عشر يتغير طوال القرن، ويعود إلى نهاية ولادتها من جديد.
حاليًا، الجمعية المهنية هي مؤسسة عامة تابعة لرابطة صناعية تتألف من أشخاص يمارسون المهن، وعادةً ما تغطيها الدولة. ويعرف الأعضاء المنتسبون بالكليات. عندما يكون التفاني موجهًا إلى الأنشطة اليدوية أو الحرفية، يُستخدم الاسم التقليدي للنقابة.